# USS Wolverine (IX-64)
El USS Wolverine (IX-64) fue un portaaviones de entrenamiento de agua dulce de la Armada de los Estados Unidos durante la Segunda Guerra Mundial. Fue la conversión de un vapor de ruedas laterales, y máquinas alimentadas con carbón, que fue utilizado para el entrenamiento avanzado de los pilotos aeronavales en  la realización de despegues y apontajes sobre la cubierta de un portaaviones.

## Historial

### Conversión

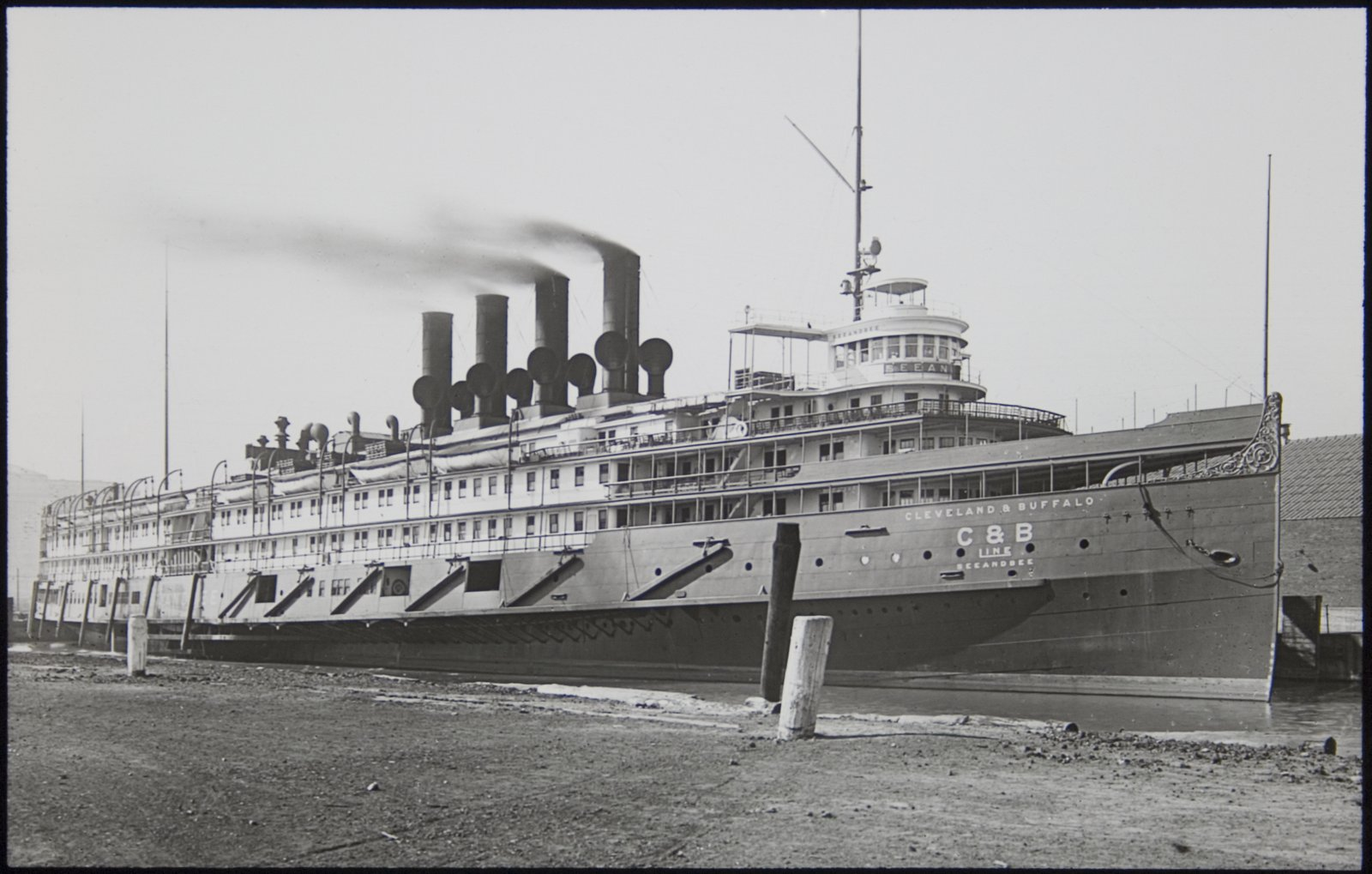
SeeandBee en agosto de 1919.

El Wolverine, fue construido originalmente como un vapor de ruedas de recreo en 1913, nombrado Seeandbee, un nombre otorgado por sus propietarios de la empresa Cleveland and Buffalo Transit Co. Fue construido por American Ship Building Company de Wyandotte, Michigan. La armada, lo adquirió el 12 de marzo de 1942 designándolo como auxiliar no clasificado, IX-64. La conversión en portaaviones comenzó el 6 de mayo de 1942. El nombre Wolverine fue aprobado el 2 de agosto de 1942, y fue dado de alta el 12 de agosto de 1942. Destinado a operar en el lago Míchigan, el IX-64 recibió su nombre debido a que el estado de Míchigan es conocido como el estado Wolverine.

### Nuevas capacidades
Equipado con una cubierta de vuelo de 167,44 m, el Wolverine comenzó a desempeñar sus nuevas funciones en enero de 1943, y junto al USS Sable desde mayo del mismo año. Operaban varias aeronaves de la base naval de Glenview, en los dos portaaviones de ruedas, realizaban no solo los entrenamientos para los pilotos, sino también los de los oficiales de señales para aterrizaje. Estaba equipado con todo lo necesario para que los aviones, pudieran realizar despegues y aterrizajes, y su tarea, fue vital en el entrenamiento de miles de pilotos durante la duración de la contienda mundial.

### Problemas
Los Sable y Wolverine estaban lejos de ser portaaviones de línea de la Armada, pero eran muy necesarios para proporcionar a la armada personal de refresco cualificado en operaciones de vuelo desde portaaviones. Los dos buques, tenían ciertas limitaciones, como la de carecer de elevadores o hangar bajo la cubierta de apontaje. 

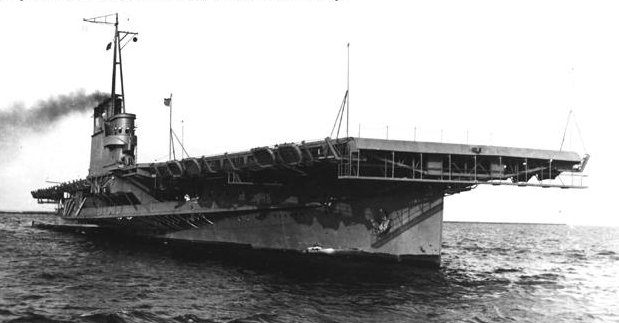
USS Wolverine (IX-64) camino del puerto de Chicago el 22 de agosto de 1942.

Otro de los problemas, era el referido al viento sobre cubierta (WOD, acrónimo en inglés de wind over deck). Se requiere un mínimo de WOD para conseguir que despeguen aeronaves como los F6F Hellcat, F4U Corsair, TBM Avenger y SBD Dauntless desde una cubierta de 150 metros, que  el Wolverine, no era capaz de generar por sí mismo, debido a su escasa velocidad, por lo que dependía de que hubiera viento en el área del lago Míchigan, para navegar contra este y así conseguir el WOD necesario. Cuando no había viento o este era escaso en el lago Míchigan, las operaciones de vuelo debían suspenderse.
Ocasionalmente, cuando las condiciones de escaso viento persistían durante varios días y la cantidad de pilotos en espera para obtener la cualificación aumentaba, se usaba el método alternativo para las cualificaciones, el avión de entrenamiento SNJ Texan, aunque los pilotos no hubiesen utilizado los SNJ en cuatro o cinco meses.

### Final de su carrera
Una vez que la Guerra llegó a su fin, también lo hizo su vida operativa. El  Wolverine fue puesto en reserva el 7 de noviembre de 1945. Tres semanas después, el 28 de noviembre, fue dado de baja en el registro naval de buques. Fue transferido a la comisión marítima el 26 de noviembre de 1947 para su enajenación. Fue vendido para desguace en 1947 en la ciudad de Cleveland, Ohio.